# 1931 en sport

Cet article présente les faits marquants de l'année 1931 en sport.

## Automobile
- L’Anglais Donald Healey remporte le Rallye automobile Monte-Carlo sur une Invicta.
- 24 heures du Mans : Alfa Romeo gagne les 24H avec les pilotes Lord Howe et Henri Tim Birkin.
- Première édition du championnat d'Europe des pilotes de "Formule". Sans gagner une seule des quatre courses au programme (GP de France, Italie, Belgique et Allemagne), le pilote italien Ferdinando Minoia (Alfa Romeo) est sacré.

## Baseball
- Les Saint Louis Cardinals remportent les World Series face aux Philadelphia Athletics.

## Basket-ball
- Le Foyer Alsacien Mulhouse champion de France.

## Boxe
- 3 juillet : le champion Max Schmeling conserve son titre de champion du monde des poids lourds à la boxe en battant Young Stribling par arrêt de l'arbitre au 15e round à Cleveland.

## Cyclisme
- Le Belge Gaston Rebry s’impose sur le Paris-Roubaix.
- 30 juin - 28 juillet, Tour de France : le Français Antonin Magne s’impose devant le Belge Joseph Demuysère et l’Italien Antonio Pesenti.
  - Article détaillé : Tour de France 1931
- L’Italien Learco Guerra s’impose sur le Championnat du monde sur route de course en ligne.

## Football
- 15 février : au Stade olympique Yves-du-Manoir de Colombes, l'équipe de Tchécoslovaquie s'impose 2-1 sur l'équipe de France. Première sélection pour Raoul Diagne, premier joueur noir sélectionné chez les Bleus.
- 5 avril : l'Athletic Bilbao remporte le Championnat d’Espagne.
- Les Rangers sont champions d’Écosse.
- 11 avril : Celtic et Motherwell FC font match nul 2-2 lors de la finale de la Coupe d’Écosse. Match à rejouer.
- 15 avril : Celtic remporte la Coupe d’Écosse face à Motherwell FC, 4-2.
- Arsenal est champion d’Angleterre.
- 25 avril : West Bromwich Albion remporte la Coupe d’Angleterre face à Birmingham City FC, 2-1.
- 3 mai : le Club français remporte la Coupe de France face au SO Montpellier, 3-0.
- 15 mai : au Stade olympique Yves-du-Manoir de Colombes, l'équipe de France s'impose 5-2 sur l'équipe d'Angleterre.
- 31 mai : première journée du premier championnat professionnel d'Argentine. Boca Juniors sera sacré champion le 2 janvier 1932.
- Royal Anvers FC est champion de Belgique.
- 10 juin : First Vienna FC est champion d'Autriche.
- 14 juin : Hertha BSC Berlin est champion d’Allemagne.
- 21 juin : Athletic Bilbao remporte la Coupe d’Espagne face au Real Betis Séville, 3-1.
- 21 juin : la Juventus est championne d’Italie.
- Grasshopper-Club Zürich est champion de Suisse.
  - Article détaillé : 1931 en football

## Football américain
- Green Bay Packers champion de la National Football League. Article détaillé : Saison NFL 1931.

## Football canadien
- Coupe Grey : Montreal AAA Winged Wheelers 22, Roughriders de Regina 0.

## Golf
- L’Américain Tommy Armour remporte le British Open.
- L’Américain Billy Burke remporte l’US Open.
- L’Américain Tom Creavy remporte le tournoi de l’USPGA.

## Hockey sur glace
- Les Canadiens de Montréal remportent la Coupe Stanley.
- Chamonix est champion de France.
- Le Canada remporte le championnat du monde.
- HC Davos champion de Suisse.

## Joute nautique
- Jean Ricard (dit lou gravat) remporte le Grand Prix de la Saint-Louis à Sète.

## Moto
- 24 - 25 mai : Bol d'or : le Français Patural gagne sur une Velocette.

## Rugby à XV
- Le Pays de Galles remporte le Tournoi.
- Le Gloucestershire champion d’Angleterre des comtés.
- Toulon est champion de France.
- Canterbury champion de Nouvelle-Zélande des provinces.
- Le RSCA-Rugby, plus vieux club de rugby à XV belge, est créé.
- La Fédération belge de rugby à XV est créée.

## Tennis
- Tournoi de Roland-Garros :
  - Le Français Jean Borotra s’impose en simple hommes.
  - L’Allemande Cilly Aussem s’impose en simple femmes.
- Tournoi de Wimbledon :
  - L’Américain Sidney Wood s’impose en simple hommes.
  - L’Allemande Cilly Aussem s’impose en simple femmes.
- championnat des États-Unis :
  - L’Américain Ellsworth Vines s’impose en simple hommes.
  - L’Américaine Helen Wills s’impose en simple femmes.
- 26 juillet, Coupe Davis : la France bat la Grande-Bretagne : 3 - 2.

## Tir à l'arc
- 4 septembre : création de la Fédération internationale de tir à l'arc depuis 2011 renommée en World Archery Federation.

## Naissances
- 22 janvier : Rauno Mäkinen, lutteur finlandais, champion olympique de lutte gréco-romaine (62 kg) aux Jeux de Melbourne en 1956. († 9 septembre 2010).
- 14 février : Bernard Geoffrion, surnommé « Boom Boom », joueur, puis entraîneur québécois de hockey sur glace. († 11 mars 2006).
- 2 mars : Guy Husson, athlète français spécialiste du lancer du marteau. († 18 juin 2025).
- 17 mars : Ray Beck, joueur américain de foot US. († 10 janvier 2007).
- 23 mars : Evgueni Grichine, patineur de vitesse russe. († 9 juillet 2005).
- 13 avril : Dan Gurney, pilote automobile américain, ayant obtenu 4 victoires en 86 Grands Prix de Formule 1 de 1959 à 1970.
- 15 avril : Ed Bailey, joueur américain de baseball. († 23 mars 2007).
- 6 mai : Willie Mays, joueur américain de baseball. († 18 juin 2024).
- 4 juin : Billy Casper, golfeur américain. († 7 février 2015).
- 23 juin : Telê Santana, footballeur puis entraîneur brésilien. († 21 avril 2006).
- 25 juin : Jean-Paul Beugnot, basketteur français. († 7 février 2001).
- 27 juin : Maurice Chastanier, joueur français de handball. († 1982).
- 13 juillet : Frank Ramsey, joueur professionnel américain de basket-ball. Vainqueur de 7 titres NBA entre 1957 et 1964 avec les Boston Celtics. († 8 juillet 2018).
- 15 juillet : Eugène Njo-Léa, footballeur camerounais. († 23 octobre 2006).
- 24 juillet : Éric Tabarly, skipper (voile) français. († 13 juin 1998).
- 4 août : Viliam Schrojf, footballeur tchèque. († 1er septembre 2007).
- 9 août : Jengy Schmit, cycliste luxembourgeois.
- 31 août : Jean Béliveau, hockeyeur canadien. († 2 décembre 2014).
- 13 octobre : Raymond Kopa, footballeur français († 3 mars 2017).
- 20 octobre : Mickey Mantle, joueur de baseball américain. († 13 août 1995).
- 1er novembre : Mike Birch, skipper (voile) canadien.
- 6 novembre : Peter Collins, pilote automobile britannique, qui disputa le championnat du monde de Formule 1 de 1952 à 1958. († 3 août 1958).
- 7 décembre : James Grogan, patineur artistique américain. († 2 juillet 2000).
- 26 décembre : Roger Piantoni, footballeur français. († 26 mai 2018).
- 27 décembre : John Charles, footballeur gallois. († 21 février 2004).

## Décès
- 6 mai : Billy Garraty, footballeur anglais.